# Флорбол
Флорбол (енгл. floorball) је дворански тимски спорт који је развијен током 1970-их у Шведској. Флорбол је најпопуларнији у областима где је спорт најдуже заступљен, као што су Чешка, Данска, Естонија, Финска, Летонија, Норвешка, Шведска и Швајцарска. Утакмица се игра у затвореном простору на тарафлексу или паркету и због тога је могуће играти га током целе године на аматерским и професионалним нивоима. Постоје професионалне лиге као што су Финска Салибанди лига и Шведска Свенска Суперлига.
Иако постоји 54 чланова Међународне флорбол федерације (ИФФ), у већини случајева Чешка, Финска, Шведска и Швајцарска освајају 1, 2. и 3. место на Светским првенствима у флорболу. Поред те четири земље, флорбол добија популарност у земљама као што су Аустралија, Нови Зеланд, Индија, Канада, Немачка, Ирска, Јапан, Малезија, Сингапур, Сједињене Државе, Србија, Словенија, Босна и Херцеговина, Мађарска и Уједињено Краљевство.
Овај спорт је релативно нов и стога се развија. Основна правила су успостављена 1979. године, кад је први Флорболски клуб на свету, Сала ИБК из Сале, основан у Шведској. Званична правила за мечеве су први пут записана 1981. године.

## Историја
У различитим облицима, игра хокеја на паркету се играла од почетка 20. века у Канади као рекреативни спорт, посебно у гимназијама, као разиграна варијанта хокеја. Верује се да основни дизајн штапова за флорбол потиче из тимског спорта за клизање на леду као што је бенди.
До 1950-их и 1960-их многи системи јавних школа у Мичигену у Сједињеним Државама укључили су флорбол у своје часове фискултуре у основним и средњим школама. Американци су од тада тврдили да су измислили флорбол. Они су током 1960-их одржавали међудржавне турнире.[
Флорбол је формално организован као међународни и организованији спорт током касних 1970-их у Гетеборгу, у Шведској. Овај спорт је почео као нешто што се у школама играло из забаве као разонода. После десетак година, флорбол је почео да се појављује у нордијским земљама где је некадашња забава у школском дворишту постала развијен спорт. Убрзо су развијена формална правила и почели су да се формирају клубови. Након неког времена, неколико земаља је развило национална удружења, а IFF је основан 1986. године.

## Начин играња

### Мере терена
Флорбол се игра у затвореном простору. Терен је ограђен и његова величина може да варира од 18-22 метара ширине и 36-44 метара дужине. Ограда је висока 50 cm а углови терена су заобљени. Голови су широки 160 cm и високи 115 cm. Њихова дубина је 65 cm и удаљени су 2,85 метара од најближе ограде.

### Опрема

#### Играчи у пољу
Типична опрема за флорбол играча састоји се од шорца, мајице, чарапа и патика. Поред тога, играчима је дозвољено да носе штитнике за потколенице, заштитне наочаре и штитнике за виталне области. Играчи, осим голмана, такође носе штапове.

#### Штапови
Штап за флорбол је кратак у поређењу са хокејашким, максимална величина штапа је 114 cm. Како штап не сме бити тежи од 350 грама, произвођачи опреме често праве штапове од угљеничних и композитних материјала.

#### Голмани
Голмани носе заштиту која је веома ограничена: панталоне обложене сунђерима, обложена заштита за груди и кацига. Голман такође може носити и другу заштитну опрему, али није дозвољено нагомилавање гардеробе. Као заштитна опрема могу се користити и штитници за колена и препоне, као и рукавице.

#### Лоптица
У флорболу је циљ да се пластична лоптица уз помоћ штапа поред голмана убаци у гол. Лоптица је тежине 23 грама, а њен пречник је 72 mm. Садржи 26 рупа чији је пречник 10 mm. Многе од ових лоптица сада су направљене са аеродинамичком технологијом, где лопта има преко хиљаду малих удубљења која служе да смањују отпор ваздуха. Забележено је неколико пута да је лоптица ишла брзином од око 200 km/h.

### Правила
Сваки тим може извести шест играча истовремено на терен, од којих један треба да буде голман. Али, тренер може по потреби да изведе голмана за кратко време и убаци шестог играча у игру. Ово може бити предност за тим који напада, али постаје мана у погледу одбране. Тиму је такође дозвољено да мења играче у било које време током игре, а обично се мења по цела постава. Индивидуална замена се ређе дешава, обично када је играч исцрпљен или повређен.
Флорбол се званично игра у три периода у трајању од 20 минута (15 минута за јуниоре). Време се зауставља у случају казне, голова, тајм-аута и сваке ситуације у којој се сматра да лопта није у игри. Између свака два периода је пауза од 3-10 минута и тада тимови мењају стране и зоне за измене. Сваком тиму је дозвољен тајм-аут од 30 секунди (што се често користи при крају утакмице). Постоје двојица судија који надгледају игру, сваки са једнаким правима.
„Чекирање“ у флорболу није дозвољено. Контролисан контакт раме уз раме је дозвољен, али контакт као у хокеју на леду је забрањен. Гурање играча без лопте или борба за слободну лопту су такође забрањени и многи од ових прекршаја могу довести до казне од два минута. Најбоље поређење у смислу дозвољеног физичког контакта је фудбал, где се „чекирање“ користи за обезбеђивање боље позиције у односу на лоптицу уместо да се уклони играч из игре. Поред „чекирања“, играчи не смеју подићи противников штап нити извршити ударање штапом у циљу да стигне до лоптице. Такође, играчи не смеју дизати свој штап или играти лоптицом изнад нивоа колена, а штап се не сме провлачити између ногу другог играча (да би се избегло саплитање).
Када играч направи прекршај или када је досуђен било који прекид игре, игра се наставља „булијем“ (као у хокеју на леду и још неким спортовима) или слободним ударцем. Слободни ударац укључује играча једног тима који треба да започне игру са места где је начињен прекид. Поређење за ово је слободан ударац у фудбалу. За многе фаулове, као што су прекршаји направљени штапом, слободни ударац је једина дисциплинска казна. Међутим, по одлуци судије, може бити изречена искључујућа казна од два или пет минута. У том тренутку, играч који је направио прекршај седа у казнени простор, а његов тим игра са играчем мање током досуђеног времена казне. Ако је направљен „екстремни“ прекршај, као што су физички контакт или неспортско понашање, играч може добити казну од 10 минута или чак искључење до краја меча.

## Првенство Србије
Првенство Србије у флорболу одржава се од 2007. године. Досадашњи шампиони су:
- сезона 2007/08. - ФБК Партизан
- сезона 2008/09. - ФБК Стари град
- сезона 2009/10. - ФБК Стари град
- сезона 2010/11. - ФБК Стари град
- сезона 2011/12. - ФБК Пирати
- сезона 2014/15. - ФБК Црвена звезда